# Raluca Strămăturaru
Raluca Strămăturaru, née le 22 novembre 1985 est une lugeuse roumaine. Elle fait partie de l'équipe olympique roumaine depuis 2010. Elle participe à l'épreuve simple femmes lors des Jeux olympiques d'hiver de 2018 et termine en 7e position.
Elle est choisie comme porte-drapeau lors de la cérémonie d'ouverture des Jeux olympiques d'hiver de 2022.